# Alexis Kuylenstierna
Alexis Edvard Ulrik Kuylenstierna, född 10 april 1862 i Råby-Rönö församling i Södermanland, död 3 mars 1947 i Höör, var en svensk journalist. 
Kuylenstierna var elev vid Nyköpings högre allmänna läroverk 1872-80 och avlade mogenhetsexamen 1880, officersexamen 1882. En tid var han kapten vid Södermanlands regemente. Från 1895 till 1899 var han en vittberest utlandskorrespondent för Dagens Nyheter, korrespondent för Dagens Nyheter och Berliner Tageblatt 1901-02 och medarbetare i Dagens Nyheter 1904-11. Han skrev under signaturerna "Mustafa", "El Ghazi" och "Hassan". Han tog sig förklädd till arabisk kvinna in i Mecka vid ett tillfälle.
Kuylenstierna var ordförande i Kimstads kommunalnämnd 1915, ordförande i fattigvårdsstyrelsen 1915-1919 samt medlem i Nationalföreningen mot emigration, Försvarsföreningen och Samfundet S:t Erik.
Han var son till överste Otto Adolf Edvard Kuylenstierna och Ebba Sparre af Rossvik. År 1904 gifte han sig med sin kusin Ewa Erika Margareta Sparre af Rossvik.